# Angelina Ballerina
Angelina Ballerina is een kinderboekenreeks, bedacht door schrijfster Katharine Holabird en illustrator Helen Craig en de hoofdfiguur uit deze serie. De verhalen spelen zich af in Chipping Cheddar, een plaats die veel overeenkomsten vertoont met het Londen van 1920. Angelina Ballerina gaat over een danseres die er van droomt een prima ballerina te worden. 
Het eerste boek in de serie werd gepubliceerd in 1983 en sindsdien zijn er meer dan twintig boeken verschenen.
In 2002 verscheen een Amerikaanse-Britse animatieserie van negenendertig afleveringen van vijftien minuten. Deze reeks wordt in Nederland uitgezonden tijdens Z@ppelin op Nederland 3. en in Vlaanderen op Ketnet. In de Engelse reeks neemt actrice Finty Williams de stem van Angelina voor haar rekening. Judi Dench speelt Miss Lilly.